# Luísa Teresa de Bourbon
Luísa Teresa Maria do Carmo Francisca de Assis (Aranjuez, 11 de junho de 1824 – Madrid, 27 de dezembro de 1900) foi uma Infanta da Espanha, filha do Infante Francisco de Paula da Espanha, e de sua esposa, a Princesa Luísa Carlota das Duas Sicílias. Luís Teresa foi um dos primeiros membros da família real espanhola a se casar fora do círculo das monarquias europeias ao se casar com o 16º Duque de Sessa.

## Descendência
Casou-se a 10 de fevereiro de 1847 no Palácio Real de Madrid com D. José María Osorio de Moscoso y Carvajal-Vargas (1828-1881), 16.º Duque de Sessa, 18.º Duque de Maqueda, 8.º Duque de Atrisco, 15.º Conde de Altamira, 7.º Duque de Montemar, 12.º Marquês de Montemayor, 16.º Marquês de Ayamonte, 10.º Marquês de Águila e Grande de Espanha. Tiveram os seguintes filhos:
- Francisco de Asís Osorio de Moscoso e Bourbon (Madrid, 1847 - Madrid, 1924), 17.º Duque de Sessa, 18.º Duque de Maqueda, 7.º Duque de Montemar, 11.º Marqués de Águila, 20.º Conde de Trastámara, Grande de Espanha, com descendência.
- Luis María Osorio de Moscoso e Bourbon (Madrid, 1849 - Madrid, 1924), 16.º Marquês de Ayamonte, Conde de Cabra, Grande de Espanha; casado, sem descendência.
- María Cristina Isabel Osorio de Moscoso e Bourbon (Genebra, 1850 - Paris, 1904), Duquesa de Atrisco, Marquesa de Leganés, Marquesa de Morata de la Vega; casada, com descendência.